# Liga de Fiume

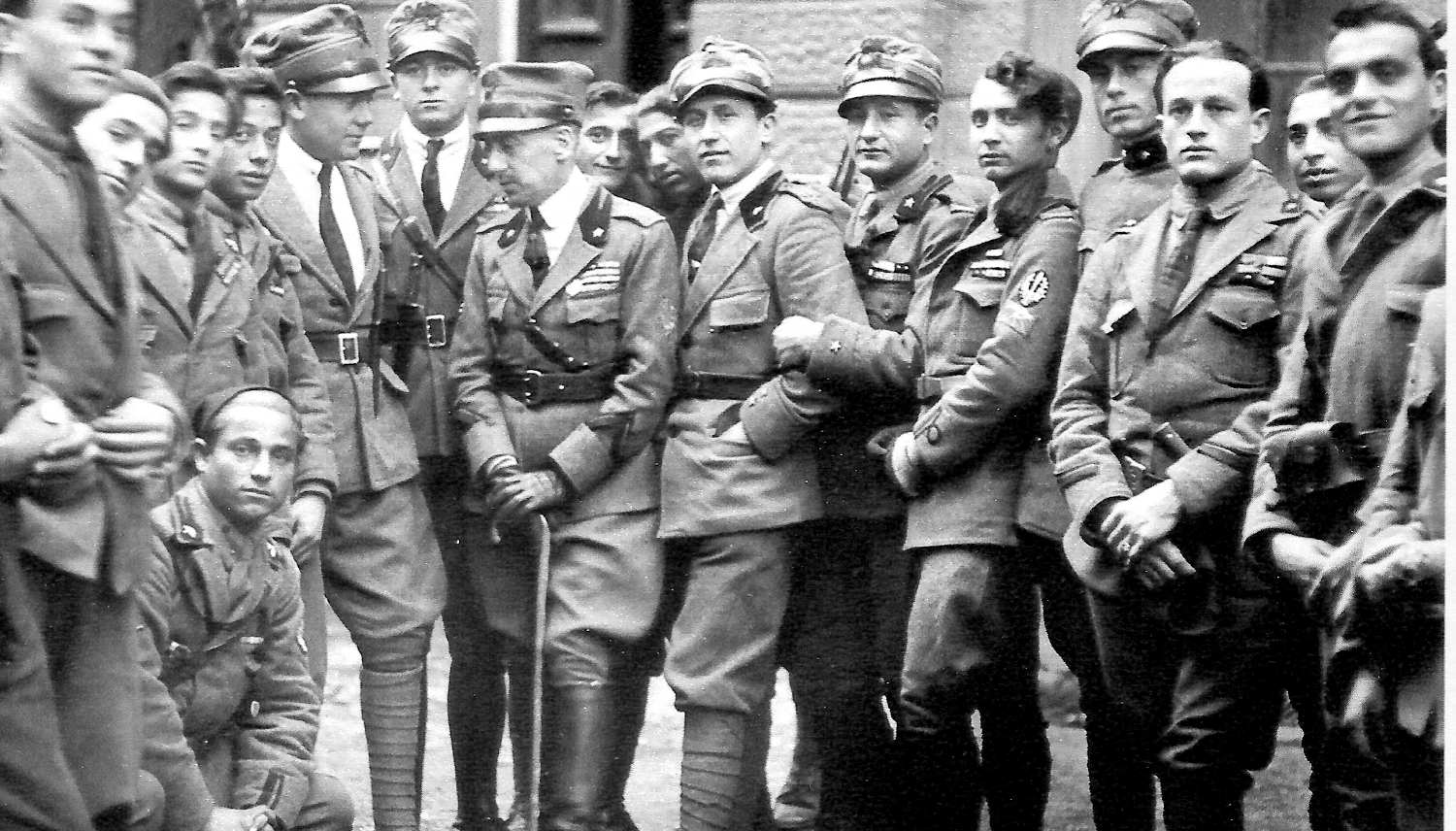
Gabriele D'Annunzio (en el centro, con bastón) rodeado de legionarios. A la derecha de D'Annunzio y frente a él, el teniente Arturo Avolio, comandante de los arditi de Bolonia.

La Liga de Fiume (en italiano, Lega di Fiume) fue un proyecto de asamblea internacional que pretendía coaligar a las naciones oprimidas de la tierra, colonizadas o sometidas a otros estados. Recibe su nombre de la ciudad de Fiume (hoy llamada Rijeka), que en 1919 fue tomada por unas fuerzas paramilitares italianas comandadas por Gabriele D'Annunzio en una operación conocida como la Empresa de Fiume, que condujo primero a la Regencia italiana de Carnaro y luego, en 1920, a la proclamación del Estado Libre de Fiume. D'Annunzio se propuso convertir este nuevo estado en símbolo de todos los territorios y naciones sin soberanía reconocida.
La Liga de Fiume quería ser una alternativa a la Sociedad de las Naciones surgida tras el Tratado de Versalles de 1919, que se firmó una vez finalizada la Primera Guerra Mundial y que los intelectuales del círculo de D'Annunzio despreciaban porque consideraban que solo pretendía perpetuar un statu quo internacional corrupto e imperialista.
La Liga nunca encontró apoyo externo. Sus mayores éxitos internacionales fueron, por una parte, que la Unión Soviética reconociera a la Regencia de Carnaro y que este estado, a su vez, reconociese la independencia del Estado Libre de Irlanda antes de que lo hiciera el Reino Unido (este reconocimiento se debió a que el periodista y escritor Henry Furst convenció al regente D'Annunzio).